# Guillermo Celis
Guillermo León Celis Montiel (nascut el 8 de maig de 1993) és un futbolista professional colombià que juga de migcampista al club Deportes Tolima de Categoria Primera A.

## Palmarès

### Club
Júnior
- Copa Colòmbia: 2015

Benfica
- Primera Lliga: 2016–17
- Supertaça Cândido de Oliveira: 2016

### Internacional
Colòmbia
- Copa Amèrica: Tercer lloc 2016